# Uh-Oh
Uh-Oh es el octavo álbum de David Byrne editado en 1992 Para promocionar este disco, David lanzó tres sencillos (She's Mad, Girls On My Mind y Hanging Upside Down) y comenzó su gira mundial Monster in the Mirror Tour.

## Lista de canciones
1. Now I'm Your Mom
2. Girls On My Mind
3. Something Ain't Right
4. She's Mad''
5. Hanging Upside Down
6. A Walk in the Dark
7. Twistin' in the Wind
8. The Cowboy Mambo (Hey Lookit Me Now)
9. Monkey Man
10. A Million Miles Away
11. Tiny Town
12. Somebody

- Datos: Q7877960